# Anarchismus v Číně
Anarchismus byl v Číně silnou intelektuální silou během reformních a revolučních hnutí na počátku 20. století. V období než došlo k svržení dynastie Čching a těsně po něm čínští anarchisté trvali na tom, že pravá revoluce nemůže být politická, nemůže nahradit jednu vládu jinou, ale musí svrhnout tradiční kulturu a vytvořit nové společenské zvyklosti, a to zejména v rodině. "Anarchismus" byl do čínštiny přeložen jako 無政府主義 (wúzhèngfǔ zhǔyì), doslova "doktrína o neexistenci vlády".
Čínští studenti v Japonsku a Francii dychtivě vyhledávali anarchistické doktríny, aby nejprve pochopili svou vlast a mohli ji poté změnit. Tyto skupiny se spoléhaly na vzdělání, které jim mělo pomoc vytvořit kulturu, v níž nebude zapotřebí silné vlády. Pařížské a tokijské skupiny vydávaly časopisy a překlady, které byly v Číně dychtivě čteny; skupina v Paříži organizovala programy "Work-Study", aby přilákala studenty do Francie. Velký vliv mělo na přelomu 19. a 20. století nihilistické hnutí a anarchistický komunismus v Rusku. Skupiny jako Čínský sbor atentátníků (anglicky Chinese Assassination Corps) propagovaly používání atentátu jakožto nástroje k prosazování svých cílů, podobně jako sebevražedné teroristické útoky ruských proticarových skupin. V 20. letech však Čínská národní strana a Komunistická strana Číny nabídly sílu v organizaci a politickou proměnu, což snížilo podporu anarchistů.

## Původ
Čínský anarchismus má svůj původ ve filozofickém taoismu, který se poprvé objevil ve starověké Číně v období Jar a podzimů a který někteří anarchisté považují za původ anarchistických postojů. Taoističtí mudrci Lao-c' a Čuang-c', jejichž filozofie byla založena spíše na "antipolitickém" postoji a odmítání jakéhokoli zapojení se do politických hnutí či organizací, v dílech Čuang-c' a Tao Te Ťingu rozvinuli filozofii "nevládnutí" a mnozí taoisté v reakci na to žili anarchistickým způsobem života. Stále se diskutuje o tom, zda vyzývání vládců, aby nevládli, patří do oblasti anarchismu. V chaotickém období tří říší se objevila nová generace taoistických myslitelů s anarchistickými sklony. Taoistické zásady se více blížily filozofickému anarchismu, snažily se delegitimizovat stát a zpochybňovat jeho morálku. Na rozdíl od mnoha svých západních anarchistických protějšků o několik století později byly taoismus s neotaoismem pacifistické myšlenkové směry.
Čínská civilizace běhrm své historie prošla cyklem vzestupů a úpadků, který se vyznačoval pokračující centralizací moci vládnoucích dynastií, pádem centralizované vlády a následným nástupem nové dynastie. V roce 1839 nastalo období úpadku dynastie Čching, které začalo po její porážce cizími mocnostmi během opiových válek a pokračovalo řadou povstání a vzpour, jež vážně oslabily centralizovanou vládu říše. Čínští disidenti začali utíkat do zahraničí, mimo dosah dynastie Čching, kde mohli volně šířit revoluční myšlenky republikánství, nacionalismu, socialismu a anarchismu.

## Počátky reformního a revolučního hnutí
Během Hnutí za sebeposílení (anglicky Self-Strengthening Movement) se čínští intelektuálové, kteří navázali přímé kontakty s Evropany, začali zajímat o politické a hospodářské instituce evropských mocností. Začalo se rozvíjet národní vědomí a smysl pro kosmopolitismus, který prosazoval přeměnu Číny z impéria na národní stát, aby byla zajištěna její budoucí existence čelící zahraničnímu útoku. Tento vzestup čínského nacionalismu, který prosazoval určitou formu lidové suverenity, nebyl dobře přijat vládnoucími konfuciány, jejichž konzervativní touha zachovat zděděné instituce říše je vedla k tomu, že v 80. letech 19. století vyřadili mnoho nacionalistů z úřadu. To vedlo k tomu, že se velká část nacionalistického hnutí začala znovu formovat kolem revolučních republikánských ideálů a požadovala ukončení vlády dynastie Čching.
První generace čínských nacionalistů se inspirovala ranými mysliteli dynastie Čching, kteří odsuzovali vládce, kteří upřednostňovali soukromé zájmy před veřejným blahem, jejich cílem bylo dosáhnout přirozené integrace čínské společnosti a státu, přičemž reformátoři jako Liang Čchi-čchao prosazovali větší politickou účast prostřednictvím demokracie. Na rozdíl od záměrů nacionalistů, kteří se zabývali vztahem mezi společností a státem, vznesli otázku opozice mezi společností a státem a také otázku opozice mezi individuální autonomií a politickým kolektivem, čímž položili základy pro vznik čínského anarchistického myšlení.
Po porážce boxerského povstání podporovaného dynastií Čching byla vláda konečně nucena začít provádět reformy, aby udržela dynastii u moci. V té době se o nich kvůli aktivitám evropských anarchistů na konci 19. století často psalo v novinách, ale tehdy používaný překlad byl nepřesný, buď foneticky jako "Strana Ja-Na-Ťi-S'-Te" (tradiční znaky: 鴨那雞撕德黨), nebo jako "Strana bez monarchie" (無君黨). V roce 1901, ovlivněn japonským překladem, Liang Čchi-Čchao, který byl v exilu v Japonsku, poprvé označil amerického anarchistu Leona Czolgosze za člena "anarchistické strany" (無政府黨), když v Čching I Pao informoval o atentátu na prezidenta Williama McKinleyho; protože měl Čching I Pao v té době mezi intelektuály velký vliv, stal se tento překlad brzy nejrozšířenějším. Nicméně obecně se má za to, že první systematické seznámení s anarchismem bylo publikováno mnohem později, v knize Velký příliv v Rusku (zjednodušené znaky: 俄罗斯大风潮; tradiční znaky: 俄羅斯大風潮; pchin-jin: E-luo-s' Ta-feng-čchao) z roku 1902, kterou přeložil a rozšířil Ma Ťün-wu na základě kapitoly z knihy Thomase Kirkupa Historie socialismu. Ma Ťün-wu, Čang Ťi a tehdejší intelektuálové již diskutovali o vztahu mezi ruským nihilistickým hnutím, socialistickým hnutím v Evropě a anarchismem. Tyto souvislosti, zejména s nihilistickým hnutím, byly také obecným dojmem, který anarchismus v Číňanech zpočátku zanechal.